# Ole Børud
Ole Børud (ur. 6 grudnia 1976) – norweski muzyk sesyjny, multiinstrumentalista, wokalista, kompozytor i producent muzyczny.
W latach 90. XX wieku był członkiem heavymetalowych zespołów Schaliach i Extol.
Występował z Oslo Gospel Choir. Współpracował z takimi artystami jak Andrae Crouch. W 2008 wydał pierwszy solowy album Shakin’ the Ground utrzymany głównie w gatunkach funk i soul, w którym można również usłyszeć wpływy m.in. Steely Dan i D’Angelo, a także takich artystów jak Quincy Jones, Prince, George Duke, Toto, Nik Kershaw i inni.
4 kwietnia 2011 została wydana płyta Keep Movin.
31 października 2012 została wydana płyta świąteczna Someday at Christmas. Płyta jest efektem współpracy Børuda i Samuela Ljungblahda.
W czerwcu 2013 roku zespół Extol wydał piąty, pierwszy po swojej reaktywacji album, zatytułowany po prostu „Extol”.

## Dyskografia

### Albumy solowe
- 1988 Alle Skal Få Vite Det[5]
- 2002 Chi-Rho[6]
- 2008 Shakin’ the Ground[7]
- 2011 Keep Movin[3]
- 2012 Someday at Christmas (wraz z Samuelem Ljungblahdem)[4]

### Jako muzyk sesyjny lub producent
- 2006 I Dag – Lisa Børud[8]
- 2007 Gratis – Sofie Børud[9]
- 2008 Bli Med – Lisa Børud[10]
- 2010 Mitt Valg – Lisa Børud[11]
- 2010 Emmy & Ella – Emmy & Ella[12]